# بلر هورن
بلر هورن (انگلیسی: Blair Horn؛ زادهٔ ۱۷ ژوئیهٔ ۱۹۶۱) قایقران روئینگ اهل کانادا است.
وی در مسابقات کشوری و بین‌المللی در مجموع برندهٔ ۱ مدال طلا شده‌است.